# بوهدالین
بوهدالین (به چکی: Bohdalín) یک منطقهٔ مسکونی در جمهوری چک است که در ناحیه پلهریموو واقع شده‌است. بوهدالین ۷٫۷۳ کیلومتر مربع مساحت و ۲۰۷ نفر جمعیت دارد و ۵۹۸ متر بالاتر از سطح دریا واقع شده‌است.